# Aloe bicomitum
Aloe bicomitum (укр. Алое бікомітум)  — сукулентна рослина роду алое.

## Етимологія
Видова назва дана на честь двох дослідників Гілберта В. Рейнольдса (1895–1967) і Нейла Р. Смутса (1898–1963), що подорожували разом в пошуках рослин, від лат. bi — два і лат. comitor — супроводжувати.

## Морфологічна характеристика
Багаторічна трав'яниста рослина без стебла, листя прямі, трохи загибаються всередину до 50 см завовжки і 9 см завширшки, бронзового відтінку, з низкою довгастих декоративних плям, які можуть зникнути з віком, зібрані в компактні розетки. Зубчики 1-3 мм завдовжки, з інтервалом 8-10 мм один від одного. Вертикальне суцвіття близько 1 м завдовжки, розгалужене на 6-10 гілок, циліндричні китиці з кораловими рожевими квітками.
Росте поодиноко, або формує невеликі групи.
Найближчий родич, схожий з цим видом — Aloe macrosiphon.

## Місця зростання
Цей вид поширений тільки в південній частині озера Танганьїка (Танзанія, Демократична Республіка Конго, Замбія) між річкою Каламбо і затокою Кітута, де він росте на вертикальних скельних стінах на висоті 780–1400 м над рівнем моря.

## Умови вирощування
Відносно рідкісний в колекціях вид. Мінімальна температура — + 10 °C. Надає перевагу сонячним місцям або легкій тіні. Посухостійка рослина.